# Uragano Mitch
L'uragano Mitch è considerato uno degli uragani atlantici documentati più intensi. Tra il 22 ottobre e il 5 novembre 1998 si abbatté sull'America centrale, raggiungendo la categoria 5 sulla scala Saffir-Simpson, causando la morte di più di 11 000 persone, e risultando secondo solo al Grande uragano del 1780 come numero di vittime. Ha anche causato più di 6 miliardi di dollari di danni, devastando l'economia dei paesi colpiti come Honduras e Nicaragua. Visto l'altissimo numero di vittime e di danni, il nome Mitch è stato ritirato dall'Organizzazione meteorologica mondiale per non essere più utilizzato per un uragano.

## Storia meteorologica

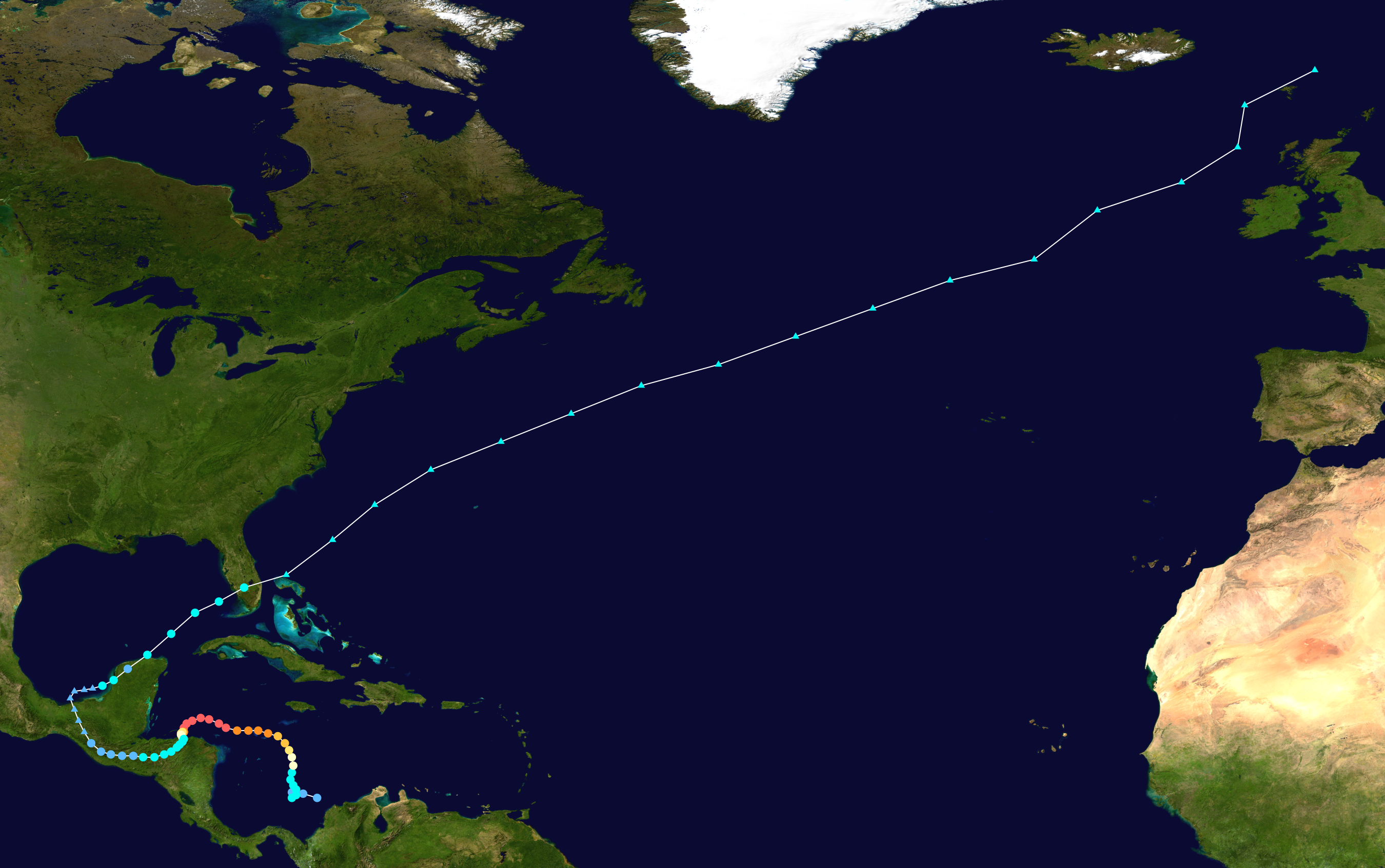
Percorso dell'uragano.

La tempesta si formò sul mare Caraibico sud-occidentale il 22 ottobre 1998, a partire da un fronte perturbato tropicale originatosi sull'Africa occidentale tra l'8 e il 9 ottobre precedente. La perturbazione percorse l'oceano Atlantico, raggiungendo il mare Caraibico orientale tra il 18 e il 19 ottobre, senza alcuna variazione d'intensità. Una volta raggiunto il settore meridionale del mare Caraibico, il fronte iniziò a intensificarsi con attività temporalesche sempre più organizzate, assumendo le caratteristiche di depressione tropicale il 22 ottobre. Dopo aver effettuato un percorso ad anello al largo dell'isola di San Andrés, l'intensificazione venne rallentata da wind shear associato a una depressione ad alta quota; non appena questa venne meno, la tempesta tornò a rafforzarsi e iniziò a muoversi verso nord il 24 ottobre, diventando un uragano. Una nuova e rapida intensificazione iniziò non appena l'uragano ebbe curvato verso ovest, mostrando anche un outflow ben consolidato nella troposfera. Nel pomeriggio del 24 ottobre la pressione al centro dell'uragano crollò rapidamente a 924 mbar, per poi calare ulteriormente a 905 mbar nel pomeriggio del 26 ottobre quando si trovava centrato poco a sud delle Swan Islands; con venti sostenuti per un minuto di circa 285 km/h raggiunse nello stesso giorno la categoria 5 sulla scala Saffir-Simpson.
L'uragano Mitch iniziò progressivamente a indebolirsi non appena raggiunse le coste dell'Honduras; infatti, la pressione nell'occhio del ciclone risalì fino a 987 mbar il 29 ottobre, così che l'uragano venne declassificato a tempesta tropicale. La tempesta attraversò l'Honduras e la sua capitale Tegucigalpa fino al 31 ottobre, diventando una depressione tropicale una volta raggiunto il Nicaragua. A causa della sua bassa velocità tra il 29 ottobre e il 3 novembre, la pioggia caduta, soprattutto su Nicaragua e Honduras, raggiunse livelli molto alti, con valori locali fino a circa 35 pollici (890 mm). La conformazione geografica del territorio contribuì ad aggravare i danni delle alluvioni che seguirono e uccisero migliaia di persone.
Sebbene la circolazione superficiale dell'uragano si fosse dissipata il 1º novembre tra Guatemala e Messico, quel che rimase dell'uragano Mitch raggiunse la baia di Campeche il 2 novembre, riprendendo intensità e tornando ad essere una tempesta tropicale. Il giorno seguente toccò nuovamente terra attraversando gli stati messicani di Campeche e Yucatán con un minimo di pressione di 997 mbar. Dopo un altro indebolimento, riprese intensità non appena raggiunto il golfo del Messico, che attraversò in direzione nord-est verso la Florida. Il 5 novembre la tempesta approdò su Naples in Florida e attraversò rapidamente lo stato fino ad entrare nell'oceano Atlantico il 6 novembre, per poi dissiparsi nei giorni successivi.

## Preparazione
Nonostante all'inizio sembrava che l'uragano non si stesse dirigendo verso l'Honduras, il governo locale decise di evacuare preventivamente circa 45 000 persone dalle Islas de la Bahía e di mettere in stato d'allerta tutte le forze militari, tra esercito, aeronautica e marina. Vennero evacuate anche migliaia di persone che vivevano lungo la costa e in aree a rischio frane ed allagamenti. In Belize e Guatemala vennero emanate allerte rosse verso le popolazioni per piogge torrenziali. Il governo del Belize proibì la navigazione nel mare Caraibico e invitò la popolazione delle isole a spostarsi sul continente. Buona parte della città di Belize venne evacuata per precauzione, ricordando la distruzione causata dall'uragano Hattie nel 1961. Il governo del Guatemala raccomandò a tutte le barche di rimanere in porto e alla popolazione di fare rifornimento di viveri, così come mise in allarme per possibili esondazioni dei fiumi. Le evacuazioni continuarono lungo le coste caraibiche dei Paesi che si trovarono lungo il percorso dell'uragano Mitch, incluse 20 000 persone evacuate nello stato messicano del Quintana Roo.

## Impatto

### Honduras

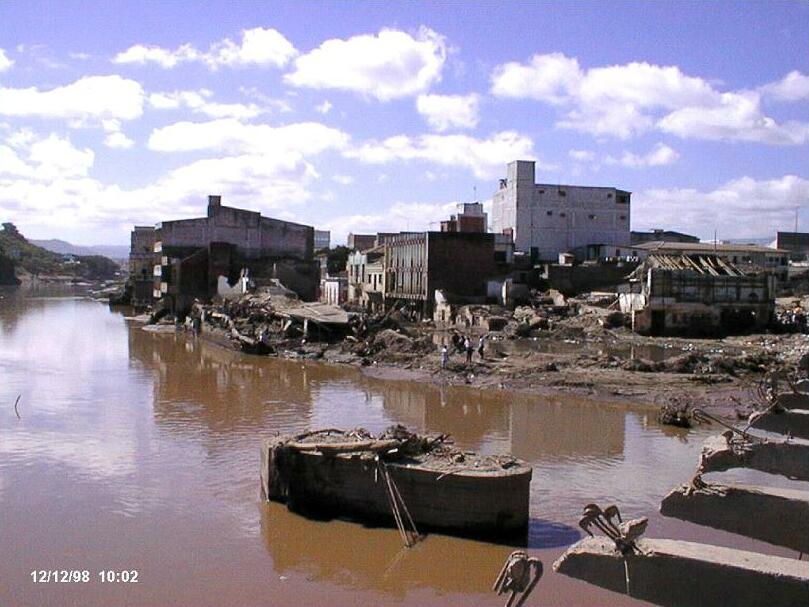
Danni causati dall'uragano a Tegucigalpa.

Prima di approdare sull'Honduras continentale, l'uragano Mitch investì le Islas de la Bahía tra il 27 e il 28 ottobre, e subito dopo essere stato declassato alla categoria 4. Per due giorni l'isola di Guanaja fu colpita da venti di circa 200 km/h che causarono la distruzione di circa il 40% delle foreste presenti sull'isola, mentre le onde marine che ne seguirono erosero le linee costiere, devastando le foreste di mangrovie e le lagune. Nel suo lento percorso nel mare Caraibico al largo dell'Honduras l'uragano estrasse un così alto quantitativo di umidità da generare piogge torrenziali, con accumuli localizzati superiori a 250 mm. Il valore ufficiale di precipitazioni più elevato fu di 466,7 mm di pioggia registrata a Choluteca nella giornata del 31 ottobre, mentre fu di 928 mm di pioggia sempre a Choluteca nel periodo dal 25 al 31 ottobre. Le intense piogge ingrossarono i fiumi, che esondarono in varie aree del paese. La maggiore profondità registrata fu di 12,5 m per il fiume Ulúa nei pressi di Chinda, mentre la maggiore larghezza registrata fu di 359 m per il Río Lean vicino Arizona. Nella zona più interna dell'Honduras le intense piogge e le inondazioni causarono anche delle frane, molte delle quali superficiali e prevalentemente in forma di colata di detriti. Due frane in forma di colate di terreno, però, causarono notevoli danni nella capitale Tegucigalpa.

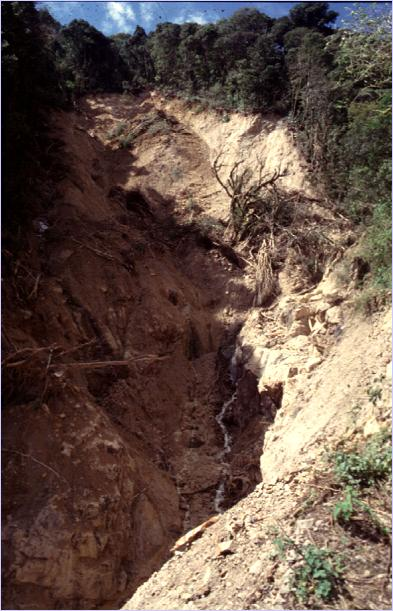
Una frana a San Juancito, in Honduras.

L'uragano colpì l'Honduras con danni significativi per l'intera popolazione e in tutti i 18 dipartimenti. La Commissione economica per l'America Latina e i Caraibi (ECLAC) determinò che l'uragano Mitch aveva causato la peggiore alluvione del XX secolo nel paese. Tra il 70% e l'80% dei trasporti era andato distrutto, inclusi ponti e strade secondarie. Più di 385 km di linee elettriche vennero danneggiate, così come varie centrali elettriche, causando gravi interruzioni nella distribuzione delle rete elettrica. Circa il 70% della popolazione perse l'accesso all'acqua potabile dopo la tempesta, sebbene fosse stata già razionata nelle aree rurali. L'ammontare complessivo dei danni tra trasporti, comunicazioni e servizi pubblici fu di 665 milioni di dollari.
Il fiume Choluteca superò di 10 metri le sponde nella capitale Tegucigalpa, danneggiando un terzo degli edifici, tra i quali alcuni vecchi di 350 anni. In tutta la nazione il 70% circa del raccolto venne distrutto, mentre morirono circa 50 000 bovini e il 60% del pollame; l'ammontare dei danni ad agricoltura e allevamento fu di un miliardo di dollari. Venne, inoltre, stimata la distruzione di 35 000 abitazioni e il danneggiamento di altre 50 000 in tutto il paese. L'impatto complessivo dei danni rappresentava circa il 70% del prodotto interno lordo. Circa 7 000 persone morirono in Honduras, in quello che venne considerato il peggiore disastro naturale nella storia nazionale.

### Nicaragua

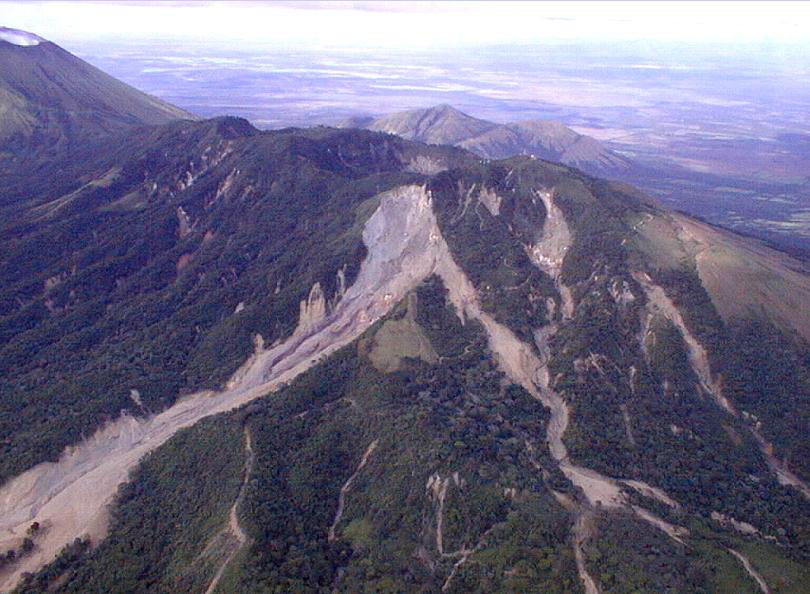
Una frana sul vulcano Casita, in Nicaragua.

Sebbene l'uragano Mitch non sia transitano nel territorio del Nicaragua, la sua ampia circolazione causò piogge torrenziali con accumuli locali, soprattutto nelle aree settentrionali, superiori ai 1300 mm. Un fianco del vulcano Casita, a nord-ovest rispetto al lago di Managua, collassò a causa delle intense piogge e generò un lahar; la colata di fango che si generò coprì un'area lunga 16 km e larga 8 km, sotterrando quattro villaggi.
Circa due milioni di persone in Nicaragua vennero colpite dagli effetti dell'uragano. Complessivamente, l'uragano Mitch causò la morte di almeno 3 800 persone in tutta la nazione, dei quali circa 2 000 nelle cittadine di El Provenir e Rolando Rodriguez per le frane provenienti dal vulcano Casita. In tutto il paese le intense piogge causarono la distruzione di 23 900 abitazioni e il danneggiamento di altre 17 600, lasciando senza casa 368 300 persone. Centinaia di scuole, ospedali e centri sanitari vennero danneggiati o distrutti. Considerando anche i danni causati alle infrastrutture elettriche e ai servizi, l'ammontare dei danni totali raggiunse i 300 milioni di dollari.

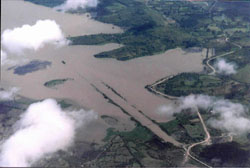
Danni dell'alluvione a Managua.

Anche il sistema di trasporti venne colpito in maniera significativa; infatti, le pesanti piogge resero il 70% delle strade inutilizzabili o distrutte, e 92 ponti vennero gravemente danneggiati. Circa 2700 km di strade dovettero essere riparate, soprattutto nella parte settentrionale del paese e lungo varie porzioni della strada Panamericana, per complessivi danni per 300 milioni di dollari. Inoltre, morirono circa 50 000 capi di bestiame, soprattutto bovini, e si persero molti raccolti; assommando effetti diretti e indiretti su agricoltura ed allevamento, l'ammontare dei danni venne stimato sui 185 milioni di dollari.
La situazione venne ulteriormente aggravata dalle circa 75 000 mine terrestri, lasciate dai contras nel corso della rivoluzione sandinista negli anni ottanta, che vennero dissotterrate e ridistribuite dagli eventi alluvionali.

### Area caraibica
L'uragano fu responsabile dell'affondamento della scuna Fantome, che era in navigazione nel mare Caraibico al largo della costa dell'Honduras e che si trovò ad affrontare onde alte 15 m e venti superiori a 160 km/h; le 31 persone a bordo morirono.
Sulla costa meridionale di Cuba le onde raggiunsero i 4 m di altezza e i venti raggiunsero i 68 km/h, causando l'evacuazione dei turisti e dei lavoratori impiegati nelle strutture ricettive sull'isola della Gioventù e su Cayo Largo del Sur. In Giamaica, dove venne dichiarata un'allerta 12 ore prima che arrivasse sull'isola, l'uragano causò piogge moderate e venti forti per alcuni giorni, così come onde alte fino a 4 m. Le alluvioni che ne seguirono causarono frane e vari danni alle abitazioni. Tre persone morirono per il passaggio dell'uragano. Anche le isole Cayman furono soggette a onde alte, venti forti e piogge torrenziali, ma i danni furono ridotti rispetto ad altre isole e si limitarono a moli e barche lungo le coste.

### America centrale

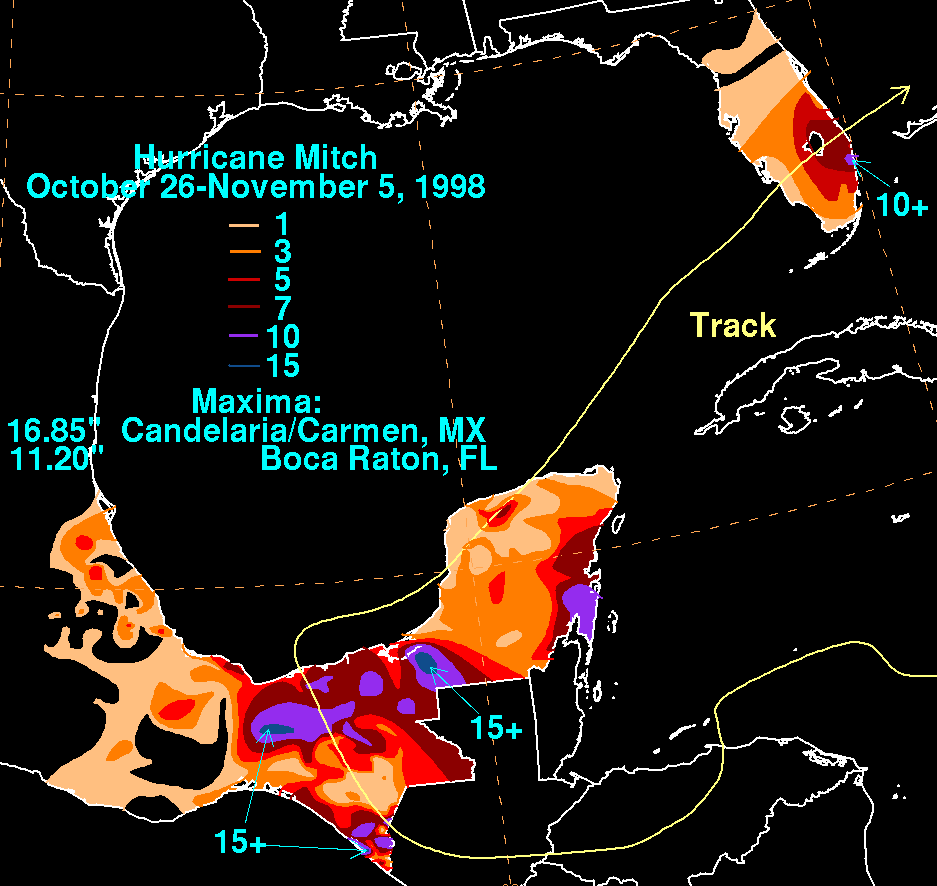
Mappa pluviometrica di Messico e Florida.

Vista l'ampia circolazione dell'uragano Mitch, le abbondanti precipitazioni piovose raggiunsero Panama e Colombia, interessando soprattutto le province panamensi di Darién e di Chiriquí, causando eventi alluvionali e conseguenti danni ad edifici e infrastrutture. A Panama si registrarono tre vittime.
In Costa Rica le piogge torrenziali provocarono alluvioni e frane, soprattutto nella parte nordorientale del paese. La tempesta colpì 2 135 abitazioni, distruggendone 241, e lasciando senza tetto circa 4 000 persone. In tutto il paese, 126 ponti e circa 1300 km di strade, tra le quali la Panamericana, subirono danni, così come circa 300 km² di terreni agricoli. Complessivamente, l'uragano causò 7 vittime e danni per 92 milioni di dollari.
Nell'attraversare El Salvador, l'uragano riversò un elevato quantitativo di precipitazioni, con conseguenti eventi alluvionali e frane in tutto il paese. Diversi fiumi, quali il Río Grande de San Miguel e il Lempa, esondarono, provocando ulteriori danni. Le alluvioni danneggiarono più di 10 000 abitazioni, lasciando circa 84 000 persone senza una casa e costringendo all'evacuazione circa mezzo milione di persone. Il settore agricolo venne fortemente colpito dalle alluvioni, che interessarono un'area di circa 100000 ha di terreno coltivabile e di pascoli, portando alla distruzione del 37% del raccolto di fagioli, del 19% di mais e del 20% di canna da zucchero; andarono persi circa 10 000 capi di bestiame. Le alluvioni distrussero due ponti e danneggiarono 1900 km di strade. Complessivamente, l'uragano causò 240 vittime e danni per circa 400 milioni di dollari, 154 dei quali solo nel settore agricolo.
Anche il Guatemala fu pesantemente colpito dalle alluvioni e dalle frane indotte dal passaggio dell'uragano Mitch. Andarono distrutte 6 000 abitazioni e danneggiate altre 20 000, con conseguenti 734 198 sfollati, 105 055 feriti e 108 594 evacuati. Inoltre, 27 scuole vennero distrutte e altre 286 danneggiate. Il settore agricolo venne fortemente colpito con danni per 48 milioni di dollari sulla produzione interna, per 325 milioni di dollari sulla produzione da esportazione e per 121 milioni di dollari sulle piantagioni. Le alluvioni portarono alla distruzione di 37 ponti e al danneggiamento di circa 1350 km di strade, la metà delle quali strade ad alto scorrimento. Complessivamente, l'uragano causò 268 morti e danni per 748 milioni di dollari. Nel corso della tempesta, inoltre, un aereo cadde e 11 persone persero la vita.
In Belize l'impatto dell'uragano furono inferiori al preventivato, sebbene le piogge furono intense come nei paesi confinanti. Numerosi fiumi esondarono e causarono notevoli danni ai raccolti e alle strade. Nel paese l'uragano causò 11 morti.
In Messico l'uragano colpì con forti venti e piogge intense la penisola dello Yucatán, e in particolare Cancún e l'area costiera dello stato di Quintana Roo. Sebbene i danni furono ridotti, 9 persone vennero uccise dalle alluvioni. Il massimo quantitativo giornaliero di precipitazioni fu di 341 mm nel Campeche, mentre il massimo quantitativo su più giorni fu di 428 mm a Ciudad del Carmen.

### Florida ed Europa

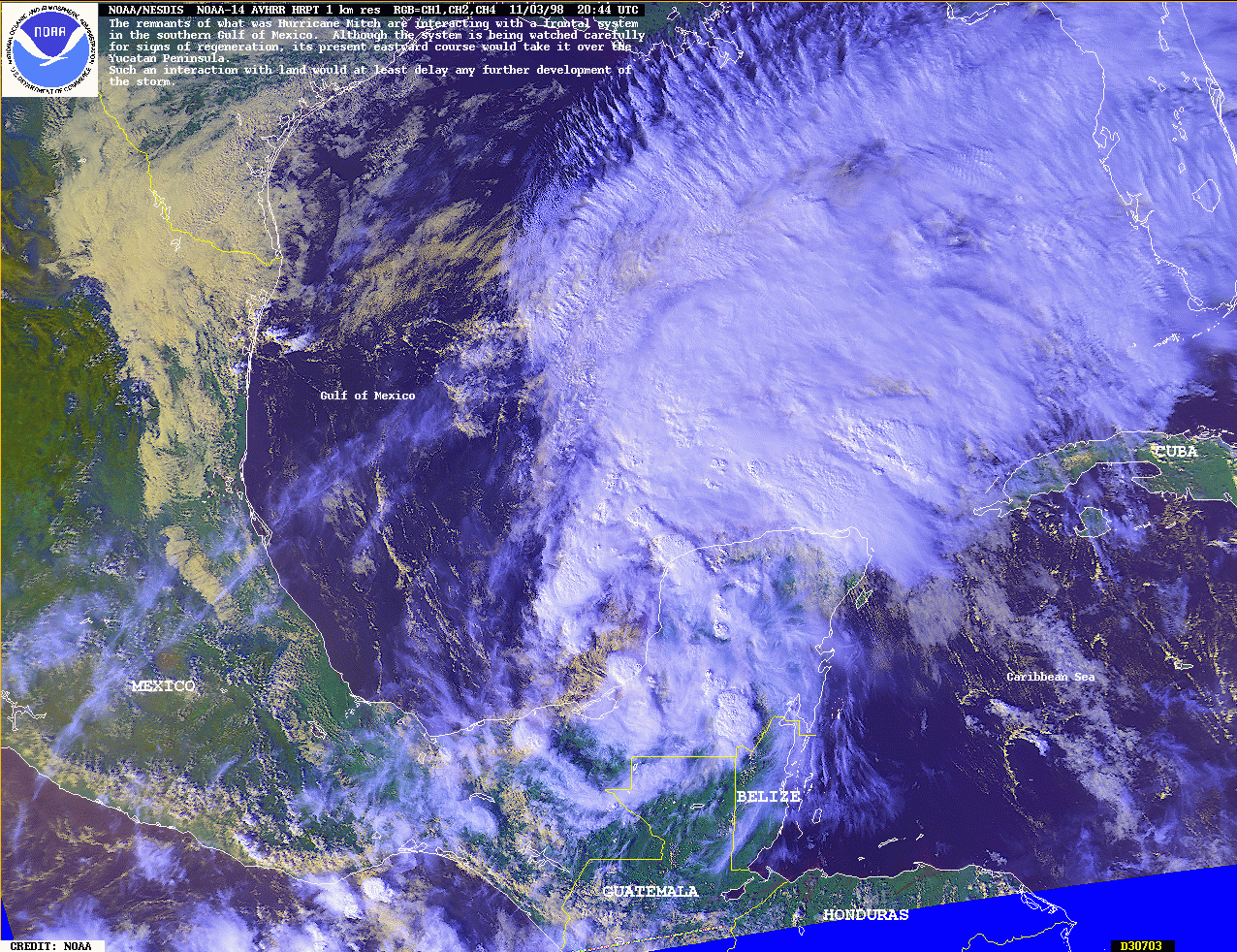
Evoluzione della tempesta al 3 novembre 1998.

Dopo aver lasciato la penisola dello Yucatán, Mitch era una tempesta tropicale e si muoveva in direzione nord-est verso la Florida. Colpì lo stato con moderate piogge e forti venti, con raffiche fino a 89 km/h registrate all'aeroporto internazionale di Key West e fino a 200 mm di pioggia registrati a Jupiter. La tempesta generò anche cinque tornado, il più intenso dei quali raggiunse la categoria F2. Alle Florida Keys molti edifici, che erano stati già danneggiati dall'uragano Georges poche settimane prima, vennero distrutti. Ulteriori 645 case vennero danneggiate e 5 persone ferite. In Florida la tempesta causò danni per circa 40 milioni di dollari e due morti a seguito dell'affondamento di una nave.
Come ciclone extratropicale, Mitch passò a ovest rispetto all'Irlanda e alla Gran Bretagna, con raffiche di vento fino a 140 km/h e onde alte fino a 9,1 m. I venti fecero cadere alberi e danneggiarono le linee elettriche, lasciando circa 30 000 case senza corrente elettrica in Irlanda. Danni a vari edifici vennero registrati sia a Dublino che in altre città dell'isola, mentre vennero sospesi sia i voli che i traghetti.

## Conseguenze

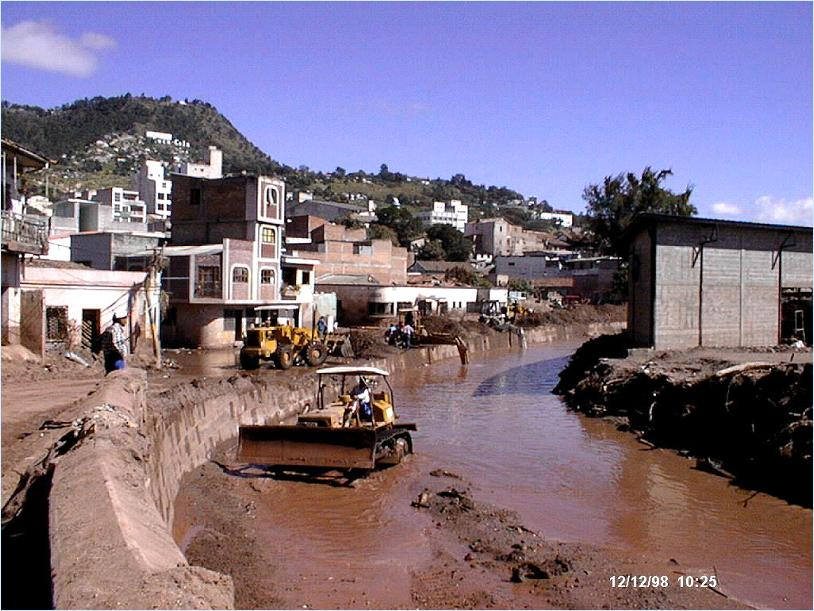
Operazioni di pulizia a Tegucigalpa.

Visto l'altissimo numero di morti e di danni causati dall'uragano, l'organizzazione meteorologica mondiale (OMM) ritirò il nome Mitch dalla lista dei nomi assegnati agli uragani atlantici. Infatti, per la stagione degli uragani 2004 il nome venne sostituito da Matthew.
Dopo il disastro causato dall'uragano giunsero aiuti da varie parti del mondo per complessivi 6,3 milioni di dollari statunitensi. I paesi centramericani erano in fase di ripresa dopo la crisi economica del 1996 e i governi locali si impegnarono a riprendere la crescita, includendo le misure necessarie per prevenire simili disastri.
Centinaia di migliaia di persone persero le proprie abitazioni, molte delle quali vennero poi ricostruite con miglioramenti strutturali, in grado di poter resistere a futuri uragani. La perdita dei raccolti e di ampie aree dedicate all'agricoltura tolsero introiti a buona parte della popolazione, che aveva già un basso reddito.
Dopo il passaggio dell'uragano, scoppiarono varie epidemie in tutta l'America centrale, tra le quali colera, leptospirosi e febbre dengue. Il Guatemala fu il paese maggiormente colpito dall'epidemia di colera, con migliaia di persone infettate e dove la maggior parte dei morti fu conseguenza di cibo contaminato. In Nicaragua, oltre al colera, vennero registrati almeno 450 casi di leptospirosi, che causò sette vittime. Vennero registrati 34 166 casi di febbre dengue, l'80% dei quali tra Honduras, maggiormente, e Nicaragua.
Nel suo stazionamento sulla parte occidentale del mare Caraibico, i forti venti dell'uragano Mitch produssero intensi moti ondosi, che danneggiarono le locali barriere coralline. Le successive alluvioni riversarono in mare un elevato quantitativo di detriti e acqua fresca, andando a inquinare e danneggiare ulteriormente i coralli. Il successivo upwelling portò a un raffreddamento delle acque, prevenendo lo sbiancamento e danni ulteriori alla barriera corallina.
L'Honduras fu il paese maggiormente colpito dagli effetti dell'uragano Mitch sia in termini di morti che di danni, tanto che l'allora presidente Carlos Roberto Flores affermò che l'evento aveva distrutto 50 anni di progresso del paese. Agli appelli di aiuto dei vari governi centramericani risposero molte nazioni e organizzazioni e da diverse parti del mondo. Gli Stati Uniti destinarono complessivamente 30 milioni di dollari per varie iniziative, dei quali circa 15 milioni andarono al solo Honduras sia per la distribuzione di cibo, medicine, coperte e beni di prima necessità, sia per supportare azioni di recupero e di ricognizione. Il Messico mandò subito cibo, medicine e supporto a livello sanitario, mentre da Cuba arrivarono assistenza medica con medici, infermieri, medicine e ospedali mobili. La Pan American Health Organization (PHO) e l'UNICEF intervennero con programmi per la distribuzione di acqua potabile e per ripristinarne i servizi che erano stati severamente danneggiati dall'uragano. La Spagna contribuì sia a livello governativo che tramite la Croce Rossa internazionale e con donazioni che raggiunsero i 2,3 milioni di dollari, mentre altri 5 milioni di dollari giunsero da donazioni da vari altri paesi europei. Il Giappone contribuì con ospedali da campo installati a Tegucigalpa e che accoglievano ciascuno circa 300 pazienti al giorno.